# شته‌تباران
شته‌تباران(نام علمی: Aphodiinae) نام یک زیرخانواده از تیره سرگین‌چرخانان است.